# Richard Chamberlain
Richard Chamberlain, född 31 mars 1934 i Beverly Hills, Los Angeles, Kalifornien, död 29 mars 2025 i Waimanalo på Oahu, Hawaii, var en amerikansk skådespelare.

## Biografi
Richard Chamberlain, som var andra barnet till Charles Axiom Chamberlain och Elsa Winnifred, född von Benzon, växte upp i ett förmöget hem i Beverly Hills; hans far ägde flera stora varuhus i Los Angeles-området. Han började spela teater i skolan och fortsatte sedan inom film och TV. Som infanterist i USA:s armé tjänstgjorde han i Sydkorea från 1956 till 1958 och uppnådde sergeants grad. 
Chamberlain fick sitt stora genombrott i TV-serien Dr. Kildare och blev över en natt en superkändis som alla unga flickor svärmade för. Han blev känd som "miniseriernas kung" och som hjärtekrossare av rang på film och TV. Han är förmodligen mest känd för huvudrollen som den katolske prästen fader Ralph i den mycket populära Törnfåglarna och som John Blackthorne i TV-serien Shōgun, men själv ansåg han att hans största utmaning var rollen som den svenske diplomaten Raoul Wallenberg i miniserien Wallenberg: A Hero's Story. 
Han värnade alltid om sitt privatliv, men för en del år sedan gick han ut i den franska tidningen Nous Deux och avslöjade sin homosexualitet. Vid 69 års ålder utgav han sin självbiografi Shattered Love, där han berättar att hans tidigare partner John Allison dog i AIDS 1986. Han lät då själv testa sig men var inte smittad, men han bestämde sig för att tio procent av hans inkomster skulle gå till forskningen kring denna sjukdom.
Mellan 1977 och 2010 hade Chamberlain en relation med skådespelaren Martin Rabbett; i samband med uppbrottet sålde Chamberlain sin egendom på Hawaii och flyttade tillbaka till Los Angeles.

## Filmografi (urval)

### Film
- 1963 – Twilight of Honor
- 1968 – Petulia
- 1969 – Tokiga grevinnan
- 1970 – Music Lovers
- 1973 – De tre musketörerna – Aramis
- 1974 – Skyskrapan brinner – Roger Simmons
- 1974 – De fyra musketörerna – Aramis
- 1975 – Greven av Monte Christo – Edmond Dantes
- 1977 – Mannen i järnmasken
- 1977 – Den sista vågen
- 1978 – Kampen om Colorado – Alexander McKeag
- 1978 – Katastrofplats Houston
- 1987 – Casanova – Giacomo Casanova
- 1985 – Kung Salomos sk(r)att
- 1999 – The Pavilion – Huddlestone

### TV-Film
- 1988 – Identitet okänd – Jason Bourne
- 1993 – Ordeal in the Arctic – Kapten John Couch

### TV
- 1961–1963 – Dr. Kildare (TV-serie) – Doktor James Kildare
- 1980 – Shōgun (TV-serie) – John Blackthorne
- 1983 – Törnfåglarna (TV-serie) –  Ralph de Bricassart
- 1984 – Wallenberg: A Hero's Story (TV-serie) – Raoul Wallenberg
- 2010 – Chuck (TV-serie) – Adelbert De Smet, två avsnitt
- 2017 – Twin Peaks (TV-serie) – Bill Kennedy